# Super Shore
Super Shore é um reality show espanhol transmitido pela MTV Espanha e MTV Latinoamérica que segue a vida cotidiana de nove jovens que pretendem passar o verão vivendo juntos em diferentes partes do sul da Europa, começando na ilha grega de Mykonos e posteriormente na cidade espanhola de Madrid. Trata-se de outra adaptação do programa americano Jersey Shore, embora neste se misturam participantes de Gandía Shore e Acapulco Shore, edições shore da Espanha e México, junto com o brasileiro Igor Freitas do reality Are You the One? Brasil e a italiana Elettra Lamborghini neta de Ferruccio Lamborghini.

## História
Dois anos depois do final de Gandía Shore e várias semanas depois de anunciar a volta de Alasca e Mario a MTV, o canal e a produtora Magnolia TV confirmaram a volta do formato a Espanha, com uma segunda temporada, surgida a partir de uma parceria entre a MTV South Europe e MTV Latinoamérica. Neste caso, as gravações foram transferidos para a ilha de Ibiza, mudando o nome do programa por Ibiza Shore.
O novo programa contaria com um grupo de vários participantes dos realitys Gandía Shore e Acapulco Shore, as versões espanholas e mexicanas do programa Jersey Shore, formato original de origem norte-americana.
Assim, um novo programa retornaria para o início da temporada televisiva 2015/2016.
Após a oposição empreendida por instituições públicas, órgãos como a federação de pequenas e médias empresas e empresários de Ibiza, a MTV anunciou a sua renúncia a gravar o programa Ibiza Shore na localidade das Ilhas Baleares. O canal afirmou em um comunicado que, "Devido a uma série de circunstâncias que não podemos controlar, o próximo programa da franquia Shore não será gravado em Ibiza".
Após dados os acontecimentos finalmente a MTV e a produtora de Magnolia TV decidiram que as gravações do programa se dariam a partir de diversos pontos da costa do Mediterrâneo e que seu nome seria Super Shore.

## Temporadas
| Ano  | Temporada    | Local                             | Número de episódios |
| ---- | ------------ | --------------------------------- | ------------------- |
| 2016 | 1ª temporada | Mykonos, Grécia & Madrid, Espanha | 15                  |
| 2016 | 2ª temporada | Marbella, Espanha                 | 15                  |
| 2017 | 3ª temporada | Rimini, Itália                    | 13                  |

### Primeira temporada
As gravações do programa começaram no final de agosto de 2015 junto com a divulgação de detalhes como a casa em que os participantes seriam hospedados em Madrid e todas as informações sobre os participantes.Também foi divulgada a data para seu lançamento que ocorreu em 02 de fevereiro de 2016.
O programa estreou, simultaneamente no dia 02 de fevereiro de 2016 na MTV Latinoamerica, MTV Espanha e MTV França, como foi originalmente planejado.
No Brasil sua estreia aconteceu no dia 21 de fevereiro de 2016 na MTV (Brasil), às 20h30.

### Segunda temporada
Em 16 de junho de 2016 foi anunciada a renovação do programa para uma segunda temporada por meio das redes sociais da MTV Espanha e MTV Latinoamerica. Esta aposta da MTV se dá devido aos bons resultados de audiência obtidos com a primeira temporada.

### Terceira temporada
Em março de 2017, foi confirmada a terceira temporada do programa, com estreia prevista para outubro do mesmo ano. Em 3 de julho de 2017, foi anunciado que a nova temporada seria filmada em Rimini, na Itália. Elettra Lamborghini foi a primeira a ser confirmada como membro do elenco nesta temporada. Os próximos membros do elenco a serem confirmados foram Karime Pindter, Luis "Potro" Caballero e Igor Freitas. Danik Michell e Victor Ortiz foram posteriormente adicionados ao elenco para esta temporada. A MTV Espanha realizou um casting aberto, onde os novos membros Adela, Isaac e Ferre foram escolhidos on-line como substituições para Abraham, Arantxa e Esteban.

## Elenco
| Nome     | Nome real           | Idade (quando adicionado) | Origem                   | Franquia              |
| -------- | ------------------- | ------------------------- | ------------------------ | --------------------- |
| Elettra  | Elettra Lamborghini | 21                        | Bolonha, Itália          | —                     |
| Igor     | Igor Freitas        | 24                        | Minas Gerais, Brasil     | —                     |
| Potro    | Luis Caballero      | 23                        | Cidade do México, México | Acapulco Shore        |
| Karime   | Karime Pindter      | 23                        | Cidade do México, México | Acapulco Shore        |
| Arantxa  | Arantxa Bustos      | 25                        | Madrid, Espanha          | Gandía Shore          |
| Abraham  | Abraham García      | 25                        | Madrid, Espanha          | Gandía Shore          |
| Mane     | Manelyk González    | 26                        | Cidade do México, México | Acapulco Shore        |
| Esteban  | Esteban Martínez    | 28                        | Valência, Espanha        | Gandía Shore          |
| Fernando | Fernando Lozada     | 26                        | Cidade do México, México | Acapulco Shore        |
| Talía    | Talía Loaiza        | 28                        | Cidade do México, México | Acapulco Shore        |
| Labrador | José Labrador       | 30                        | Sagunt, Espanha          | Gandía Shore          |
| Adela    | Adela Hernández     | 22                        | Madrid, Espanha          | —                     |
| Danik    | Danik Michell       | 21                        | Monterrei, México        | Acapulco Shore        |
| Ferre    | Jaime Ferrera       | 23                        | Huelva, Espanha          | —                     |
| Isaac    | Isaac Torres        | 21                        | Barcelona, Espanha       | —                     |
| Paula    | Paula González      | 21                        | Madrid, Espanha          | —                     |
| Victor   | Victor Ortiz        | 26                        | Chiapas, México          | Acapulco Shore        |
| Eva      | Laura García        | 24                        | Toulouse, França         | Super Shore Ouvre-Toi |

### Convidados especiais
| Nome   | Nome real       | Idade (quando adicionado) | Origem                          | Franquia       |
| ------ | --------------- | ------------------------- | ------------------------------- | -------------- |
| Jawy   | Luis Méndez     | 26                        | Cidade do México, México        | Acapulco Shore |
| Chloe  | Chloe Ferry     | 21                        | Newcastle upon Tyne, Inglaterra | Geordie Shore  |
| Kyle   | Kyle Christie   | 24                        | South Shields, Inglaterra       | Geordie Shore  |
| Brenda | Brenda Zambrano | 24                        | Ciudad Victoria, México         | Acapulco Shore |
| Tadeo  | Tadeo Fernández | 29                        | Guadalajara, México             | Acapulco Shore |

## Episódios
| Temp. | Temp. | Episódios | Exibição original Espanha | Exibição original Espanha | Portugal               | Portugal               | Brasil                  | Brasil                  |
| Temp. | Temp. | Episódios | Estreia                   | Final                     | Estreia                | Final                  | Estreia                 | Final                   |
| ----- | ----- | --------- | ------------------------- | ------------------------- | ---------------------- | ---------------------- | ----------------------- | ----------------------- |
|       | 1     | 15        | 2 de fevereiro de 2016    | 10 de maio de 2016        | 3 de fevereiro de 2016 | 11 de maio de 2016     | 21 de fevereiro de 2016 | 29 de maio de 2016      |
|       | 2     | 15        | 23 de outubro de 2016     | 29 de janeiro de 2017     | 26 de outubro de 2016  | 1 de fevereiro de 2017 | 6 de novembro de 2016   | 19 de fevereiro de 2017 |
|       | 3     | 13        | 3 de outubro de 2017      | 19 de dezembro de 2017    | 4 de outubro de 2017   | 20 de dezembro de 2017 | 29 de outubro de 2017   | 4 de fevereiro de 2018  |

## Super Shore ouvre-toi!
Spin-off francês onde quatro mulheres e quatro homens competem em vários desafios impostos por seu treinador, Eddy. Onde o mais convincente deles vai conseguir um lugar no elenco internacional da 3.ª temporada de MTV Super Shore.